# 沃氏新亮麗鯛
沃氏新亮麗鯛，為輻鰭魚綱鱸形目隆頭魚亞目慈鯛科的其中一種，分布於非洲坦干伊喀湖流域，體長可達5.5公分，棲息在中底層水域，以貝殼為巢，以小型無脊椎動物為食，生活習性不明，可作為觀賞魚。

## 擴展閱讀
維基物種上的相關：沃氏新亮麗鯛